# Oerel
Oerel é um município da Alemanha localizado no distrito de Rotenburg, estado da Baixa Saxônia.
É membro e sede do Samtgemeinde de Geestequelle.